# Корбу (комуна, Констанца)
Корбу (рум. Corbu) — комуна у повіті Констанца в Румунії. До складу комуни входять такі села (дані про населення за 2002 рік):
- Ваду (704 особи)
- Корбу (4471 особа) — адміністративний центр комуни
- Лумініца (86 осіб)

Комуна розташована на відстані 203 км на схід від Бухареста, 25 км на північ від Констанци, 124 км на південний схід від Галаца.

## Населення
За даними перепису населення 2002 року у комуні проживала 5261 особа.
Національний склад населення комуни:
| Національність   | Кількість осіб | Відсоток |
| ---------------- | -------------- | -------- |
| румуни           | 5216           | 99,1%    |
| цигани           | 19             | 0,4%     |
| росіяни-липовани | 10             | 0,2%     |
| татари           | 9              | 0,2%     |
| турки            | 6              | 0,1%     |
| італійці         | 1              | < 0,1%   |

Рідною мовою назвали:
| Мова       | Кількість осіб | Відсоток |
| ---------- | -------------- | -------- |
| румунська  | 5228           | 99,4%    |
| циганська  | 13             | 0,2%     |
| татарська  | 9              | 0,2%     |
| турецька   | 5              | 0,1%     |
| російська  | 4              | 0,1%     |
| угорська   | 1              | < 0,1%   |
| італійська | 1              | < 0,1%   |

Склад населення комуни за віросповіданням:
| Релігія       | Кількість осіб | Відсоток |
| ------------- | -------------- | -------- |
| православні   | 4949           | 94,1%    |
| адвентисти    | 181            | 3,4%     |
| баптисти      | 81             | 1,5%     |
| римо-католики | 19             | 0,4%     |
| мусульмани    | 15             | 0,3%     |
| п'ятдесятники | 13             | 0,2%     |
| реформати     | 1              | < 0,1%   |
| старообрядці  | 1              | < 0,1%   |

## Зовнішні посилання
- Дані про комуну Корбу на сайті Ghidul Primăriilor [Архівовано 9 вересня 2012 у Wayback Machine.]